# 珀尔修斯 (马其顿)
珀爾修斯，或譯柏修斯（希臘語：Περσεύς，古希臘語：Περσέως，约前212年—前166年）是安提柯王朝最後一任國王，他統治了亞歷山大大帝死後所產生的繼業者國家馬其頓王國。
在前168年6月22日彼得那戰役失敗後，他的王系亦因之而終結；馬其頓隨後被羅馬共和國統治。

## 即位
前179年，腓力五世逝世。在前一年，腓力五世將他支持羅馬人的兒子德米特里處決掉。珀爾修斯一直很妒忌德米特里在當駐羅馬大使的成功，於是他怂恿父親將這個「可能的篡位者」毒殺。由於羅馬人較偏愛德米特里，所以當珀爾修斯登上王位時，羅馬對這個參與毒殺德米特里的人沒有多大好感。
珀爾修斯當上國王後其中一件先做的事是重修與羅馬的條約。然而，他其他的舉動却使羅馬不安。他介入了鄰國的事務、將羅馬的盟友阿布魯普里士（Abrupolis）驅逐出境、武裝視察德爾斐、對羅馬派遣大使到馬其頓的廻避、甚至與塞流古王室公主勞迪絲通婚等等，全都引起羅馬人的關注。羅馬很快便與珀爾修斯展開第三次馬其頓戰爭（前171年－前168年）。戰爭初期，珀爾修斯還佔了上風，但在彼得拿戰役中的關鍵性戰敗後，戰事因國王珀爾修斯向羅馬統帥保盧斯投降而告終，珀爾修斯最後被囚禁在羅馬。安提柯王國被解散，代之以四個共和政體。安德里斯庫斯曾中斷了羅馬人的統治約一年之久，但他在前148年被羅馬人打敗。前146年，四個共和政體被解散，馬其頓正式成為羅馬帝國的馬其頓行省。
2005年6月，珀爾修斯的陵墓在瓦利里亞大道近拉奎拉被義大利文化部及馬其頓考古代表團重新發現。
| 前任： 腓力五世 | 馬其頓國王 前179年－前168年 | 继任： 安德里斯庫斯 |